# 자바 (소프트웨어 플랫폼)

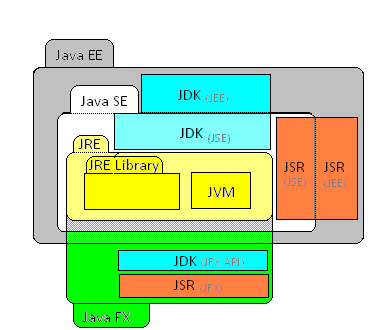

자바(Java)는 자바로 기술된 프로그램 개발 및 실행을 할 수 있는 소프트웨어 모임의 총칭이다. 자바 프로그램은 운영체제나 하드웨어에 의존하지 않는 바이트 코드(중간 언어)인 추상적인 코드로 구현된다. 따라서, 자바 프로그램을 실행하기 위해서는 자바 가상 머신(JVM)과 개발에 필요한 표준 라이브러리 세트와 컴파일러의 환경만 맞추면 자바 프로그램은 모든 환경에서 동일하게 동작한다. 이러한 실행환경과 개발환경을 제공하는 것이 자바 플랫폼이다.
자바 플랫폼은 자바 언어(Java Language), 자바 애플리케이션(Java Application), 자바 애플릿(Java Applet), JRE(Java Runtime Environment), 자바 가상 머신(Java Virtual Machine), 모바일용 자바(Java ME), 자바 웹 스타트(Java Web Start) 등과 함께 단순히 「자바」(Java)라 불리는 경우가 많다.

## 플랫폼
자바 플랫폼은 자바 프로그래밍 언어로 개발된 프로그램을 개발하고 실행하는 일을 쉽게 해주는 프로그램의 모임이다.
- 자바 카드: 크기가 작은 자바 기반 애플리케이션이 스마트 카드 및 그와 비슷한 작은 크기의 메모리 장치에서 안전하게 실행할 수 있도록 하는 기술
- 자바 플랫폼, 마이크로 에디션 (Java Platform, Micro Edition, 약칭 Java ME)
- 자바 플랫폼, 스탠더드 에디션 (Java Platform, Standard Edition, 약칭 Java SE)
- 자카르타 EE (Jakarta EE, 엔터프라이즈 에디션, 구 명칭: 자바 플랫폼, 엔터프라이즈 에디션/Java Platform, Enterprise Edition, 약칭 Java EE)

## 같이 보기
- 자바 API
- 자바FX
- 자바 가상 머신 지원 언어